# Tiempo para el mercado

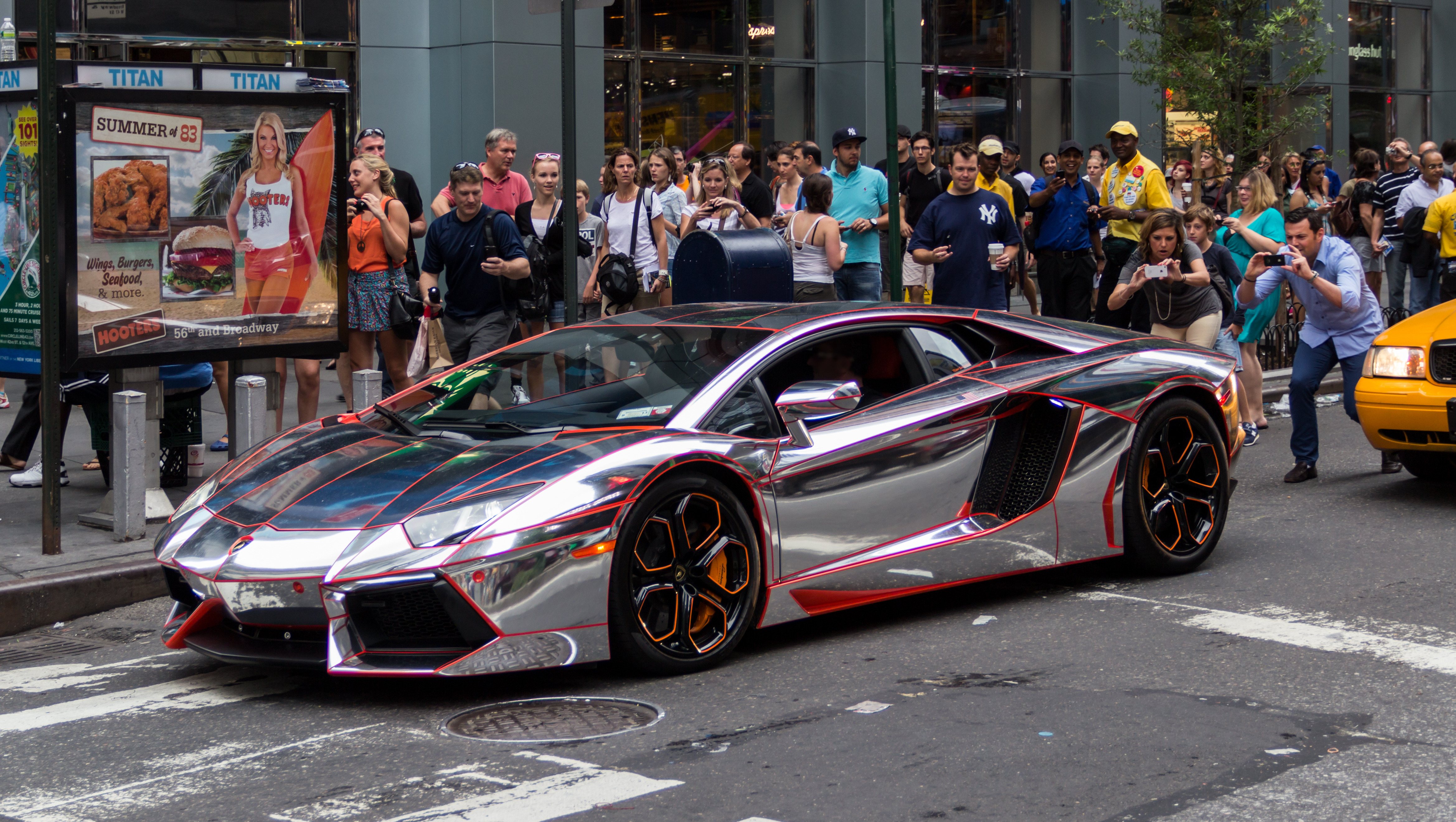
Coche novedoso en Nueva York. El tiempo para el mercado de este automóvil puede considerarse desde el momento en que el fabricante aprobó el concepto hasta que el primer comprador adquirió el vehículo. Normalmente varios años. Otras industrias pueden tener tiempos más cortos.

En el comercio, el tiempo para el mercado (TTM por las siglas en inglés de time to market) es el tiempo que transcurre desde que se concibe un producto hasta que está disponible para la venta. La razón por la que el tiempo para el mercado es importante es que llegar tarde erosiona el mercado al que los fabricantes dirigen su producto.
Una suposición común es que el TTM es más importante para los primeros productos de un tipo (por ejemplo un reproductor MP3 cuando en el mercado todavía no existían estos dispositivos), pero en realidad el lanzamiento tardío de un producto en cualquier industria puede afectar negativamente a los ingresos, desde reducir la ventana de oportunidad para generarlos hasta hacer que el producto se vuelva obsoleto más rápidamente.

## Medición del TTM
No existen estándares para medir el TTM y los valores medidos pueden variar mucho. En primer lugar hay una gran variación en cómo las diferentes organizaciones definen el inicio del período. Por ejemplo, en la industria automovilística el período de desarrollo empieza cuando se aprueba el concepto del producto. Otras organizaciones tienen en cuenta que realmente no ocurrirá gran cosa hasta que se asigne personal al proyecto, lo que puede llevar bastante tiempo si esas personas están ya ocupadas en otras tareas. Por tanto, para estas otras organizaciones, el punto de partida se fija cuando al proyecto se le ha asignado todo el personal necesario. El tramo inicial de un proyecto —entre su aprobación y la asignación de todo el personal— se ha denominado "comienzo borroso" (fuzzy front end), tomando el adjetivo de la lógica borrosa. Aunque el comienzo borroso sea difícil de establecer, debe incluirse en las mediciones del TTM para gestionarlo eficazmente.
En segundo lugar, las definiciones del final del período TTM varían. Quienes ven el desarrollo de productos solamente como ingeniería afirman que el proyecto está terminado cuando el departamento de ingeniería lo transfiere a la fabricación. Otros definen la conclusión como el momento en que se expide el primer ejemplar del nuevo producto, o cuando un cliente lo compra. Las industrias de alto volumen a menudo definirán el punto final como el momento en que se alcance un determinado volumen de producción, por ejemplo un millón de unidades al mes.[cita requerida]
Finalmente, las mediciones del TTM varían mucho según la complejidad: la complejidad del producto en sí, las tecnologías que incorpora, sus procesos de fabricación o la complejidad organizativa del proyecto (por ejemplo componentes subcontratados). Los productos completamente nuevos son mucho más lentos que los derivados de productos existentes. Algunas empresas han tenido éxito en colocar sus productos en categorías de novedad, pero sigue siendo difícil establecer niveles de complejidad.
Aunque el TTM puede variar ampliamente, lo realmente importante es el TTM de una empresa en relación con el de sus competidoras directas, ya que quien primero saque un producto al mercado disfruta de una ventaja. Un aspecto importante es si el producto puede ser protegido por patente, de modo que las competidoras no puedan ofrecer productos iguales, aunque sí parecidos.

## El TTM y la calidad
Una suposición tácita es que el TTM y la calidad del producto son atributos opuestos de un proceso de desarrollo. El TTM puede mejorarse (acortarse) omitiendo pasos del proceso de desarrollo, y comprometiendo así la calidad del producto. Para quienes utilizan procesos de desarrollo muy estructurados, como Phase-gate o Seis Sigma, el desarrollo de productos suele verse como una secuencia claramente definida de pasos a seguir. Omitir un paso porque el tiempo apremia no solo puede disminuir la calidad, sino que al final puede alargar el TTM si la organización debe completar o repetir el paso más adelante.
Otras organizaciones operan más agresivamente, reconociendo que no necesitan seguir todos los pasos para cada proyecto. Más aúnː aplican herramientas y técnicas que acortan o solapan los pasos y automatizan actividades.

## Tipos de TTM
Las organizaciones persiguen la mejora del TTM por varias razonesː
- Flexibilidad para captar la ventana del mercado. Es el momento óptimo para lanzar un producto y maximizar el beneficio. Antes de este momento, su producto nunca llegará a todo el público objetivo. Después de este momento, las ventas nunca alcanzarán el pico óptimo.
- Velocidad pura, es decir, sacar el producto al mercado lo antes posible. Esto es valioso en sectores que evolucionan rápidamente, pero no siempre es el mejor objetivo.
- Calendarios más predecibles. Más que llegar al mercado lo antes posible, puede ser más valioso cumplir los plazos, por ejemplo para tener el nuevo producto disponible para una feria. Además de procesos como Stage-Gate o Seis Sigma, la gestión de riesgos del proyecto es una herramienta eficaz en este caso.[7]
- Minimizar los recursos, sobre todo la mano de obra. Muchos gestores piensan que cuanto más corto sea el proyecto, menos costará, por lo que intentan utilizar el TTM como medio para recortar gastos. Uno de los principales medios para reducir el TTM es dotar al proyecto de más personal, por lo que un proyecto más rápido puede resultar más caro.
- Flexibilidad para introducir cambios. La innovación de productos está íntimamente ligada al cambio, y a menudo la necesidad de cambio aparece en mitad de un proyecto. Por consiguiente, la capacidad de realizar cambios durante el desarrollo sin que ello suponga una interrupción puede ser valiosa. Por ejemplo, el objetivo podría ser satisfacer a los clientes, lo que podría lograrse ajustando los requisitos del producto durante el desarrollo en respuesta a los comentarios de los clientes. Entonces, el TTM podría medirse desde el último cambio en los requisitos hasta la entrega del producto.

Estos tipos de TTM ilustran que los objetivos de TTM de una organización deben estar alineados con su estrategia comercial en lugar de perseguir la velocidad a ciegas.

## Historia
La primera conferencia registrada sobre tiempo para el mercado fue organizada por Bart Hall de AiC y se llevó a cabo los días 25 y 26 de octubre de 1995 en el St. James Hotel de Londres. Fue presidida por Mike Woodman —entonces de Lógica y posteriormente de Coplexia Consulting— y Allen Porter, de AIIT.